# Lacanobia dives
Lacanobia dives là một loài bướm đêm trong họ Noctuidae.